# ArcGIS
ArcGIS ist der Oberbegriff für verschiedene Geoinformationssystem-Softwareprodukte des Unternehmens ESRI. Die Softwareprodukte werden dabei nach der Art der Anwendung unterteilt: In der Produktfamilie ArcGIS Desktop gibt es ArcView, ArcEditor und ArcInfo, die sich nur im Funktionsumfang unterscheiden, ArcReader und ArcGIS Explorer als kostenlose Viewerprodukte und ArcGIS Engine als Programmierumgebung für die Erstellung eigener Desktopprogramme. Im Serverbereich (ArcGIS Server) wird zwischen ArcSDE als Datenbankkomponente, ArcGIS Server, ArcGIS Server Image und ArcIMS unterschieden. Für mobile Endgeräte gehören ArcGIS Mobile und ArcPad in die Produktgruppe. Weiterhin gibt es einige Geodaten- und Online-Dienste, die unter dem Oberbegriff gelistet werden. ArcObjects ist der Name für die Sammlung von Programmbibliotheken, die als Grundlage der ArcGIS-Softwareprodukte für die eigene Softwareentwicklung dient.
Die Namen Arc/INFO und ArcView GIS bezeichnen auch vorherige Versionen von ESRI-Software. Arc/INFO war dabei die Workstationsoftware, die über die Kommandozeile gesteuert wurde und ArcView GIS das erste Desktop-GIS, das ab der Version 3.2 von ArcView ab Version 8.0 aus der Produktfamilie ArcGIS Desktop begleitet wurde. In der Desktop Anwendungssuite ArcGIS Desktop sind die Anwendungen ArcGIS Pro und ArcMap enthalten.

## Verwendung und Anwendungsbereiche
ArcGIS wird u. a. in der Umweltanalyse, zur Kartenerstellung, im militärischen Bereich, im Katastrophenschutz, von Kommunen und von Sicherheitsbehörden, insbesondere von Polizeibehörden des Bundes und verschiedener Bundesländer (z. B. Bayern, Bremen) verwendet. So setzt die Abteilung „Polizeilicher Staatsschutz“ beim Bundeskriminalamt ArcGIS zur Auswertung geografischer Daten ein. Auch beim Predictive Policing z. B. mit PRECOBS, einer Software zur Kriminalprognose und crime mapping finden Geoinformationssysteme wie ArcGIS Anwendung.
Mit einem Dashboard für ArcGIS wird die aktuelle Verbreitung des Coronavirus (COVID-19) sowohl von der Johns Hopkins University als auch der Weltgesundheitsorganisation (WHO) und des Robert Koch-Instituts übersichtlich dargestellt.

## ArcGIS im Desktop: ArcView, ArcEditor, ArcInfo, ArcReader, ArcGIS Explorer
Die drei Produktskalierungen (Produkt-Varianten mit wachsender Mächtigkeit) ArcView, ArcEditor und ArcInfo unterscheiden sich in den beigefügten Funktionen. Ab der Version 10.1 wurde aus ArcView die Version Basic, aus ArcEditor die Version Standard und aus ArcInfo die Version Advanced. Der Aufbau der drei Produkte ist aber ansonsten gleich. Zu dem Produkt gehören vier verschiedene Hauptprogramme:
- ArcCatalog als Datenverwaltungskomponente
- ArcMap zur Anzeige und Gestaltung von 2D-Karten
- ArcGlobe zur Anzeige und Gestaltung von 3D-Globen
- ArcScene zur speziellen 3D-Anzeige und -Analyse
- ArcToolbox (ist ab Version 9.0 Bestandteil der Anwendungen ArcCatalog und ArcMap; bis dahin bildete die Toolbox eine weitere eigenständige Anwendung)

Die Produkte können über Erweiterungen (sogenannte Extensions) um Funktionen ausgebaut werden.
ArcReader dient als kostenloses Programm zur Anzeige vorgefertigter Karten oder Globen aus ArcMap bzw. ArcGlobe im PMF-Format (Portable Map File).
ArcGIS Explorer ist ein kostenloser 3D-Viewer, mit dem sowohl Dienste als auch lokale Geodaten visualisiert und analysiert werden können.

## ArcGIS im Server: ArcSDE, ArcGIS Server, ArcGIS Server Image
ArcSDE bezeichnet die Erweiterung von Datenbankmanagementsystemen (DBMS) um die räumliche Datenverwaltung. Unterstützte DBMS sind dabei Oracle, Microsoft SQL Server, DB2, Informix und PostgreSQL. Die Geodaten liegen dabei im DBMS, die Verwaltung und der Zugriff auf die geographischen Koordinaten wird durch ArcSDE gewährleistet. Ab Version 9.2 wird ArcSDE unter dem Begriff ArcGIS Server verwendet.
ArcGIS Server bezeichnete ursprünglich die Software zur Bereitstellung verschiedener Geodienste, ab Version 9.2 wird auch ArcSDE dazugerechnet. Wie im Desktopbereich gibt es drei verschiedene Ausprägungen, die sich in den angebotenen Funktionen unterscheiden: Basic (Geodatenbank, Replikation), Standard (zusätzlich 2D-, 3D-Karten), Advanced (zusätzlich Geoprozessierung). Über ArcGIS Server können Kartendienste (2D), Globedienste (3D), Geoprozessierungsdienste (Analysen), Geodatendienste (Datenzugriff), sowie Geokodierungs- und Geometriedienste angeboten werden. Als Standardprotokoll der Dienste dient SOAP und REST, für die verschiedenen Ausprägungen gibt es noch zusätzliche Protokolle, wie z. B. KML, WMS, WCS und WFS. ArcGIS Server beinhaltet zusätzlich Komponenten zur Erstellung von Klienten, u. a. auf ASP.NET, Java, JavaScript oder Flex. ArcGIS Server beinhaltete bis zur Version 9.3 einen per Webinterface bedienbaren Generator für Anwendungen. Ab Version 10 ist Web ADF nicht mehr verfügbar. Alternativ zum WebADF von ESRI gibt es aktuell nur ein Content-Management-System für Flex-Karten. Weiterhin ist die Software wie im Desktop über Extensions erweiterbar.
ArcGIS Server Image dient zur schnellen Anbindung dateibasierter Rasterdaten in die Serviceschnittstelle.
Um einen schnellen Bildaufbau beim Kartenabruf zu ermöglichen, bietet ArcGIS Server die Möglichkeit, Karten vorzuberechnen und als Bildkachel abzuspeichern (siehe Tile Cache). Die Generierung dieser Kartencaches kann vom Dienstprogramm ArcCatalog angesteuert werden, insbesondere bei der .Net Version von ArcGIS Server. Bei ArcGIS Server für Java/Linux besteht zusätzlich die Möglichkeit, Caches über Shell-Skripte anzulegen. Die Shell-Skripte rufen Java auf, das dann Python aufruft. Eine automatische Cache-Generierung über Python Skripte ist möglich.
ArcIMS ist ein weiteres und schon länger verfügbares Produkt zur Bereitstellung von Karten-, Geodaten- und Metadatendiensten.
Die Kartendienste werden in einer XML-Datei definiert, die beim Start des Services ausgelesen und interpretiert wird (AXL-Datei).
ArcIMS hat mit Version 10.0 im Sommer 2010 die letzte Version erreicht. Das Produkt ArcIMS wird danach nicht mehr fortgesetzt. ArcIMS soll vollständig durch ArcGIS Server Produkte ersetzt werden.

## ArcView GIS 3.x
Durch die integrierte Programmierumgebung auf Basis der Programmiersprache Avenue und die Erweiterung Dialog Designer, mit der Benutzerschnittstellen erstellt werden können, lassen sich Oberfläche und Funktionalitäten von ArcView GIS 3.x anpassen und erweitern.
In seiner vollen Funktionalität kann die Software jedoch erst durch extensive Einbindung von Benutzererweiterungen (User-Extensions) genutzt werden. Einige besonders leistungsfähige und verbreitete Erweiterungen sind hier aufgeführt:
XTools
Ein Werkzeug zur Geoverarbeitung von Shapefiles (z. B. Verschneiden, Verschmelzen, Verbinden, Ausschneiden etc.)
Memo Tools
Eine Werkzeugsammlung, die Werkzeuge des täglichen Gebrauchs zur Verfügung stellt
Grid Machine
Eine Werkzeugsammlung für Spatial Analyst, insbesondere zur Arbeit mit multiplen Rasterdaten (ESRI-grid)
Edit Tools
Eine Sammlung zur Konvertierung von Geodaten zwischen verschiedenen Formaten und Zuständen.
Avenue-Scripte und Erweiterungen für ArcView GIS 3.x sind nicht mit den Programmversionen 8.x/9.x kompatibel.

## ArcGIS Pro
ArcGIS Pro ist eine von Esri entwickelte Desktop-GIS-Software, die die ArcMap-Softwaregeneration ablöst. Das Produkt wurde als Teil von Esris ArcGIS 10.3-Release angekündigt. ArcGIS Pro zeichnet sich durch eine 64-Bit-Architektur, kombinierte 2D- und 3D-Unterstützung, ArcGIS Online-Integration und Python 3-Unterstützung aus.

## Dateiformate
Eine Liste der von ArcGIS zu lesenden Formate finden sich in der ArcGIS-Onlinehilfe. Die Firma ESRI hat eine Liste von Elementtypen veröffentlicht, die zu ArcGIS Online hinzugefügt werden können.
Bei Rasterdaten unterstützt ArcGIS mehrere Formate zum Lesen und Schreiben. Ein eigenes Rasterdatenformat wird in der aktuellen Version nicht angeboten.
Ein immer noch häufig verwendetes Dateiformat für den Austausch von Vektordaten sind Shapedateien (*.shp/shx/dbf). Ab Version 8.0 ist die sogenannte Personal GeoDatabase hinzugekommen, die auf der Microsoft Jet Engine basiert (*.mdb-Dateien). In Version 9.2 wurde zusätzlich die File Geodatabase (*.gdb-Verzeichnisse) eingeführt. Beide Geodatabase-Varianten können sowohl Vektor- als auch Rasterdaten enthalten und liegen im Dateisystem vor, so dass ein einfacher Austausch möglich ist. Zur optimierten Datenübertragung wurde die Smart Data Compression entwickelt, die komprimierte Objekte und ihre Merkmale in einer Datei zusammenfasst.
Die Projekte selbst werden unter ArcView 3 als *.apr-Dateien und unter ArcView 8 und höher als *.mxd-Dateien gespeichert. Ab ArcGIS Desktop version 9.3.1 besteht die Möglichkeit, Projekte für Map-Services in einem dafür optimierten Format namens Map Service Definition zu speichern. Einzelne Layer und Gruppenlayer liegen im *.lyr Format vor. Die sogenannten Toolboxen, die Geoverarbeitungsprozesse speichern, werden als *.tbx Dateien gespeichert, können aber auch direkt als Python-Skripte abgelegt werden.

## Erweiterungen
Das Geoinformationssystem ArcView lässt sich sowohl in der alten Version ArcView GIS 3.x als auch in den Versionen ArcView 8.x/9.x durch die Einbindung von Erweiterungen sehr stark ausbauen. Diverse Erweiterungen, die als proprietäre Software vom Unternehmen ESRI angeboten werden, erweitern das GIS um zusätzliche räumliche Funktionalitäten:
- Spatial Analyst: Arbeiten mit Rasterdaten
- 3D-Analyst: Arbeiten mit Oberflächendaten und 3D-Darstellung, TIN-Unterstützung
- Network Analyst: Arbeiten mit Netzdaten (z. B.: Routing)
- Military Analyst: Arbeiten mit Daten zur Verteidigung, Schlachtfeldplanung und Terrainanalyse[21]
- Military Overlay Editor: MOLE, militärischer Overlay Editor, ist ein Satz von COM-Komponenten für Entwickler zum Erstellen von Anwendungen, die den militärischen Standard des Verteidigungsministeriums der Vereinigten Staaten von Amerika (Department of Defense/DOD) MIL-STF-2525B und den NATO APP6a Standard unterstützen.
- MapLex: Erweiterung der kartografischen Darstellungsmöglichkeiten durch detaillierte Regelung und Priorisierung von Darstellungselementen, insbesondere Beschriftungen (MapLex)

## Freie Alternativen
Als freie Software sind folgende Geoinformationssysteme verfügbar:
- QGIS (Quantum GIS)